# Komuna e Malzit
Komuna e Malzit är en kommun i Albanien.   Den ligger i prefekturen Qarku i Kukësit, i den norra delen av landet, 90 km norr om huvudstaden Tirana.
Omgivningarna runt Komuna e Malzit är en mosaik av jordbruksmark och naturlig växtlighet.  Runt Komuna e Malzit är det ganska tätbefolkat, med 58 invånare per kvadratkilometer.